# Коссе, Владимир Дмитриевич
Влади́мир Дми́триевич Коссе́ (30 сентября 1967 года, Николаев, Украинская ССР, СССР) — советский и молдовский футболист греческого происхождения, нападающий. Мастер спорта СССР.

## Игровая карьера
До десяти лет проживал с родителями в Николаеве. В 10 лет отец Владимира, николаевский футбольный тренер Дмитрий Дмитриевич Коссе, отвёз его в ФШМ (Москва). Коссе обучался у тренеров Бориса Цирика и Сергея Рожкова. Был лучшим снайпером в юношеских командах, играл за сборную РСФСР на турнирах «Юность» среди 15-16 летних. Был кандидатом в юношескую сборную СССР. За победу на турнире «Переправа» в составе команды молодёжи ЦСКА получил звание Мастера спорта СССР. Играл за ЦСКА-2, единственный матч за армейцев в высшей лиге сыграл в Киеве против «Динамо».
После ухода из ЦСКА пробовал свои силы в московских «Спартаке» и «Локомотиве», но по-настоящему играл в низших лигах за «Салют» (Белгород), «Авангард» (Курск), «Аланию», «Асмарал» и «Шинник».
После того как тираспольский «Тилигул-Тирас» завоевал место в высшей союзной лиге, Коссе перешёл в эту команду. Стартовать в «вышке» тираспольчанам не удалось, так как произошёл распад СССР и чемпионат больше не разыгрывался. Коссе стал выступать в новом чемпионате Молдовы. За семь сезонов в этом турнире нападающий забил более ста голов, став первым футболистом, добившимся такого достижения. На седьмом году карьеры в Молдове президент команды Григорий Корзун назначил Коссе главным тренером «Тилигула». Помогал молодому играющему тренеру в его работе другой специалист Евгений Шинкаренко. По итогам сезона команда заняла 3-е место.
После завершения очередного контракта с тираспольчанами, по просьбе отца, в статусе свободного агента Коссе перешёл в команду родного города — СК «Николаев». Дебют в этой команде прошёл для Коссе успешно. По версии газеты «Команда» он несколько раз назывался лучшим игроком матчей и открыл счёт забитым мячам. Покинул команду через полгода. Далее играл в командах «Звезда», «Таврия», «Тобол», «Жетысу» и «Ханьг Хонг Вьет Нам», но нигде не задерживался более чем на один сезон.
С октября 2010 года тренировал юношеские команды вьетнамского клуба «Ханой». Трижды его воспитанники становились чемпионами Вьетнама.

## Сборная
В сборной Молдовы сыграл за шесть лет 9 матчей, забил 1 гол. Этот мяч является первым голом сборной в официальных матчах.

## Достижения
- Обладатель Кубка Молдовы (3): 1993, 1994, 1995
- Лучший бомбардир чемпионата Молдовы (2): 1992/93 (30 мячей), 1993/94 (24 мяча)